# Aleurodiscus tenuis
Aleurodiscus tenuis är en svampart som beskrevs av Burt 1918. Aleurodiscus tenuis ingår i släktet Aleurodiscus och familjen Stereaceae.   Inga underarter finns listade i Catalogue of Life.